# 鶴亀 (山田耕筰)
長唄交響曲第3番『鶴亀』（つるかめ）は、1934年に山田耕筰によって作曲された、単一楽章の交響曲である。

## 概要
山田耕筰は日本の作曲家の中で西洋のクラシック音楽を学んだ第1世代であり、日本で初めて交響曲とオペラを作曲した人物である。山田は1921年に作曲した交響曲『明治頌歌』で西洋楽器と和楽器（篳篥）を用い、クラシック音楽と邦楽の融合を目指した。『鶴亀』はその路線の集大成である。
長唄とは江戸時代に歌舞伎の伴奏として発展した音楽で、長唄『鶴亀』は十代目杵屋六左衛門によって1851年に作曲され、内容は唐の皇帝の長寿を祝うものである。山田はこの『鶴亀』に対位法を用いてオーケストラによる伴奏を施した。演奏時間はおよそ17分。

## 楽器
長唄、オーケストラ、三味線、囃子（鼓、能管、篠笛）が用いられている。

## 録音
ナクソス『日本作曲家選輯』（2006年11月）
- 湯浅卓雄：指揮
- 東京都交響楽団
- 稀音家三郎助（東音宮田哲男）：長唄